# Zawały (województwo kujawsko-pomorskie)
Zawały – wieś w Polsce, położona w województwie kujawsko-pomorskim, w powiecie toruńskim, w gminie Obrowo.
W latach 1975–1998 miejscowość należała administracyjnie do województwa toruńskiego.
Dnia 19 lipca 2015 roku nad miejscowością przeszła potężna nawałnica o cechach trąby powietrznej. Żywioł poważnie uszkodził 40 budynków mieszkalnych oraz zabudowania gospodarcze wraz z inwentarzem. Straty wstępnie oszacowane zostały na ponad 7 milionów złotych. Nazajutrz po nawałnicy miejscowość odwiedziła Minister Spraw Wewnętrznych Teresa Piotrowska obiecując mieszkańcom wsparcie finansowe.